# Leela (Doctor Who)
Leela es un personaje de ficción interpretado por Louise Jameson en la longeva serie británica de ciencia ficción Doctor Who. Leela fue una acompañante del Cuarto Doctor y un personaje regular en el programa de 1977 a 1978. El guionista Chris Boucher le puso el nombre de la secuestradora palestina Leila Khaled. Leela apareció en 9 historias (40 episodios).

## Historia conceptual
El personaje de Leela fue concebido por el productor Philip Hinchcliffe y el editor de guiones Robert Holmes. Querían una acompañante al estilo de Eliza Doolittle, de Pygmalion y My Fair Lady: una primitiva brillante pero nada sofisticada que aprendería del Doctor. El escritor Chris Boucher había enviado una propuesta de historia titulada The Mentor Conspiracy en la que aparecía un personaje llamado Leela que encajaba con las ideas de Hinchcliffe y Holmes.
Aunque The Mentor Conspiracy nunca se produjo, Boucher reutilizó el personaje de Leela para The Day God Went Mad (después renombrado a The Face of Evil, viéndola como una mezcla de Emma Peel de Los vengadores y Leila Khaled. Boucher recibió el encargo de escribir dos finales, uno en el que Leela se iba con el Doctor y otro en el que se quedaba atrás. La decisión de mantener a Leela como acompañante se hizo poco después. Una historia que solía repetirse (y también se mencionaba en los comentarios del DVD de The Robots of Death) es que el escaso vestuario de cuero de Leela era muy popular entre los "papás", lo que los mantenía pegados a la pantalla.

## Historia del casting
Según el DVD oficial de la historia The Face of Evil de 2012, Louise Jameson consiguió el papel de Leela entre otras 26 actrices candidatas en un casting entre el 10 y el 25 de agosto de 1976. Emily Richard había sido la primera elección del productor Philip Hinchcliffe, pero como no estaba disponible, se hizo el casting. Como Tom Baker no estaba disponible para el casting, Pennant Roberts hizo el papel del Doctor. Jameson consiguió el papel el 26 de agosto de 1976. Aunque no pasó al casting final, una de las candidatas, Pamela Salem, también consiguió un pequeño papel en la historia de debut de Leela, The Face of Evil, al que siguió un papel mucho más importante en la historia siguiente, The Robots of Death.

## Historia del personaje

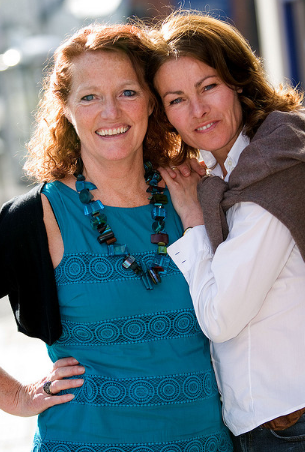
Louise Jameson, actriz que interpreta a Leela (a la izquierda) y Janet Dibley (a la derecha).

Leela era la hija de Sole'. Aparece por primera vez en el serial de 1977 The Face of Evil, donde era una guerrera de la tribu salvaje Sevateem, que estaban entre los descendientes de la tripulación de una nave terrícola de la expedición Mordee que se estrelló en un planeta sin nombre en el futuro lejano. El nombre de su tribu, "Sevateem", era una corrupción de "survey team" ("equipo de reconocimiento"). Aunque el Doctor en esta época estaba contento de viajar solo, Leela irrumpió en la TARDIS y comenzó a acompañarle en sus viajes.
Aunque Leela era primitiva, también era muy inteligente, comprendiendo fácilmente conceptos avanzados y traduciéndolos a términos que pudiera manejar. A pesar de los intentos del Doctor de "civilizarla", sin embargo Leela tenía la fuerza de voluntad suficiente para seguir con su comportamiento salvaje. Solía vestir pieles de animales, y estaba armada con un cuchillo o un juego de espinas venenosas que no dudaba en utilizar contra la gente que le amenazaba, a pesar de la desaprobación del Doctor. Leela frecuentemente demostraba un afinadísimo sentido del peligro.
A pesar de que los ojos de Jameson eran naturalmente azules, como Leela al principio llevó lentes de contacto rojas para que parecieran marrones. Sin embargo, las lentes limitaban severamente su visión, y el nuevo productor Graham Williams le prometió que podría dejar de llevarlas. Para explicar este cambio en el argumento, el guionista Terrance Dicks escribió una escena en el serial de 1977 Horror of Fang Rock en la que los ojos de Leela sufren una "dispersión de pigmentos" y se vuelven azules tras ver la explosión de la nave Rutan.
En sus viajes con el Doctor, Leela se enfrentó con varios peligros, entre otros con la invasión de los Sontarans del planeta Gallifrey. Es en esta última aventura en The Invasion of Time cuando conoce y se enamora de Andred, un gallifreyano, y decide quedarse con él. El primer K-9 se queda con ella. Esta salida del personaje se creó cuando Louise anunció su intención de abandonar el programa. La vida posterior de Leela en Gallifrey no se mencionó en la serie de televisión, aunque el resto de publicaciones de Doctor Who sí lo hicieron hasta un cierto punto.
A Tom Baker no le gustaba el personaje de Leela porque pensaba que era demasiado violenta. Jameson declaró que Baker se mantuvo frío con ella durante las primeras historias que hicieron juntos. Hasta que durante el rodaje de Horror of Fang Rock, ella insistió en hacer varias tomas de una escena en la que él repetidamente entraba antes de tiempo, y la hizo enfadarse. Este incidente pareció incrementar el respeto de Baker hacia ella, y su relación laboral mejoró sustancialmente a partir de entonces.